# Славянский съезд в Праге и Вроцлаве 1868 года
Славянский съезд в Праге и Вроцлаве 1868 года — конгресс, который проходил в Праге и Вроцлаве в мае 1868 года. Иногда именуется Вторым Пражским славянским съездом.
На нём встретились различные славянские деятели, которые договорились о том, что отныне Славянские съезды будут проходить регулярно. Важно отметить, что за год до этого в Москве было принято решение проводить Славянские съезды ежегодно. Приблизительной датой следующего съезда были названы 1870-е годы, а местом был выбран Белград. Славянский съезд в Белграде не состоялся из-за нескольких войн и восстаний, произошедших на Балканах в 1870-х годах.
В конгрессе приняло участие около 150 делегатов — русские, поляки, словаки, лужичане и южные славяне. Также, он стал последним из первых трёх съездов(1848, 1867 и 1868), где руководящей стороной были русские — последующие 2 съезда (1908 и 1910) проводились неославистами, которые выступали исключительно за сплочение и сотрудничество славян, но не за объединение их в единое государство. Съезд 1868 года, в некотором смысле, являлся продолжением съезда 1867, или, как ещё о нём говорили, ответным визитом русских в Австрию.
Представители съезда приняли участие в церемонии закладки Чешского национального театра в Праге 16-17 мая, а 18 мая провели тайную встречу в ресторане парка Страмовка, которая нигде не освещалась, что и дало повод одному из названий этого конгресса — «Тайный славянский съезд в Праге». Также, 19 мая было принято решение о выделении финансовой помощи австрийским славянам и повторены попытки централизовать всеславянское движение.